# Hiperłącze

Hiperłącze z kursorem nad nim

Hiperłącze (ang. hyperlink, inaczej: odnośnik, odsyłacz, link, hiperlink) – zamieszczone w dokumencie elektronicznym (tekstowym, graficznym, wideo, animacji, PDF, HTML) odwołanie do innego dokumentu lub innego miejsca w danym dokumencie. Uaktywnienie hiperłącza może nastąpić poprzez kliknięcie lub najechanie kursorem na element, który nazywany jest kotwicą. Powoduje to wyświetlenie docelowej informacji. Hiperłącza są powszechnie używane na stronach internetowych.

## Historia
Koncepcja hiperłącza jest związana z pojęciem hipertekstu i pojawiła się już, jako idea, w pracach Paula Otleta przed II wojną światową; potem była sukcesywnie rozwijana w pracach Vannevara Busha, Teda Nelsona i Douglasa Engelbarta. Współcześnie koncepcja hiperłącza jest najbardziej znana z prac Tima Bernersa-Lee, jako podstawa WWW.
System hiperłączy pozwala na tworzenie rozbudowanych dokumentów, odwołujących się do rozmaitych źródeł – dobrym przykładem są tu aplikacje pakietów biurowych Microsoft Office czy Open Office. W pakietach biurowych hiperłącze, jako element hipertekstu, pojawiło się w pierwszej połowie lat 90., w wersji 6 dla DOS procesora tekstu WordPerfect, w którym można było wstawiać hiperłącza odwołujące się do innych miejsc w danym dokumencie lub do innych dokumentów WordPerfecta.

## Budowa
Odsyłacze zbudowane są z trzech elementów:
- adresu strony docelowej,
- elementu widzianego przez użytkownika jako link (kotwicy),
- oznaczenia o sposobie otwierania strony (czy witryna ma być otwarta w nowym czy obecnym oknie)[2].

## Podział
Linki można podzielić ze względu na:
- sposób otwierania strony docelowej (w tej samej karcie, w innej karcie, w innym oknie),
- aktualność (martwe/żywe linki),
- przekazywanie wartości (dofollow/nofollow),
- kierunek/zasięg (linki wewnętrzne/zewnętrzne),
- formę (linki obrazowe – graficzne, brand-linki; tekstowe – URL, dokładne, rozszerzone, z inną treścią),
- rodzaj zasobu (http, https, ftp, smtp, file).

## Rodzaje
- Martwy link,
- Link dofollow (lub link follow) – to hiperłącze posiadające atrybut „dofollow”, który nakazuje internetowym robotom skanującym odwiedzenie witryny. Rozpoczyna to proces przeniesienia mocy strony, zaufania oraz przekazania wartości kotwicy. Linki dofollow mają duży wpływ na pozycjonowanie witryn (jeśli strona posiada dużo odnośników, zwłaszcza tych pochodzących z wartościowych witryn, pojawia się w wynikach wyżej)[3].
- Link nofollow – atrybut nofollow nie blokuje robotom skanującym możliwości wejścia na stronę oznaczoną tego typu odnośnikiem. Nie pozwala jednak na przekazywanie wartości poszczególnych witryn. Linki nofollow umożliwiają bardziej naturalne pozycjonowanie. Stosuje się je przeważnie wtedy, kiedy odsyłają do podstron bez konkretnych treści (np. do zakładki pozwalającej na rejestrację/logowanie użytkownika, niezaufanych zawartości czy boksów reklamowych)[4].
- Link noreferrer – hiperłącze z atrybutem HTML rel="noreferrer", przy podążaniu za którym przeglądarka (lub inny klient HTTP) nie powinna przesyłać informacji o adresie odsyłającej witryny. Samo hiperłącze zachowuje się jak każdy inny link, jednak źródło linkowania staje się niewidoczne dla docelowego serwera. Może to zwiększać prywatność użytkownika, ale ogranicza kompletność danych na serwerze (używanych np. do marketingu)[5].
- Link wewnętrzny – odsyłacz przekierowujący do elementu funkcjonującego w obrębie tej samej strony internetowej. Pełni rolę nawigatora pomiędzy odrębnymi elementami jednego portalu. Bardzo często te odsyłacze pojawiają się w opcji „menu” i mają za zadanie ułatwić użytkownikom dotarcie do poszukiwanych przez nich treści. W ten sposób tworzy się również hierarchia podstron, niezbędna dla zbudowania struktury serwisu[6].
- Link zewnętrzny – prowadzi do zasobów funkcjonujących na innych stronach internetowych niż ta, na której występują[7].
- Link wychodzący – to link zewnętrzny, który wskazuje inne witryny w Internecie[8].
- Linki przychodzący – link zewnętrzny, przeważnie rekomendujący. Występuje w sytuacji, gdy w ramach innej strony internetowej udostępniana jest witryna tworzona przez nas[9].
- Link graficzny – przyjmuje postać specjalne zaprojektowanych banerów, animacji lub filmów[10].
- Brand-link – to forma linku, w którym kotwicę stanowi logotyp firmy lub domeny.
- Link URL – to najczęściej spotykana forma linku. Adres URL składa się z takich części, jak:

1. rodzaj zasobu,
2. nazwa usługi internetowej (www),
3. rozszerzenie (domena) wskazujące kraj, w którym została zarejestrowana witryna.

Jeśli link odsyła do podstrony to niezbędne treści występują w adresie URL w dalszej kolejności, po ukośniku. Link taki jest określany jako link głęboki.
- Link dokładny – odnośnik w postaci słów kluczowych, bezpośrednio identyfikujących treści ukryte pod odsyłaczem. To link o charakterze „dofollow”, a więc przekazuje ze sobą moc oraz zaufanie linkowanych stron. Ze względu na to ma największą wartość jeśli chodzi o pozycjonowanie[13].
- Link rozszerzony – jest przeważnie rozszerzeniem linku dokładnego, w którym zamiast jednego słowa kluczowego występuje cała fraza[13].
- Link z inną treścią – odsyłacz w postaci tekstu niezwiązanego z treścią strony internetowej. Są to proste słowa lub sformułowania (więcej, ta strona), a także motywujące formy, np. czasowniki w trybie rozkazującym (kup teraz!, czytaj więcej…, kliknij tutaj!). Mogą też zawierać informacje na temat rodzaju zalinkowanego pliku (np. plik PDF)[14].